# Cook (Nebraska)
Cook – wieś w Stanach Zjednoczonych, w stanie Nebraska, w hrabstwie Johnson.